# Sitting Targets
Sitting Targets è un album in studio del cantante britannico Peter Hammill, pubblicato nel 1981.

## Tracce
- Side 1

1. Breakthrough – 3:55
2. My Experience – 3:14
3. Ophelia – 3:09
4. Empress's Clothes – 4:02
5. Glue – 3:40
6. Hesitation – 4:05

- Side 2

1. Sitting Targets – 5:21
2. Stranger Still – 4:55
3. Sign – 3:45
4. What I Did – 3:37
5. Central Hotel – 4:41

## Formazione
- Peter Hammill – voce, chitarra, tastiere
- Guy Evans – batteria
- David Jackson – sassofono, flauto
- Morris Pert – percussioni
- Phil Harrison – sintetizzatori